# Иршава

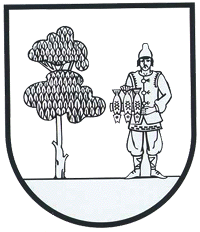

Ирша́ва (укр. Іршава) — город в Хустском районе Закарпатской области Украины. Административный центр Иршавской городской общины. До 2020 года был административным центром упразднённого Иршавского района.

## Географическое положение
Расположен в предгорье Украинских Карпат, на обоих берегах реки Иршавка (притока Боржавы), на расстоянии 83 км по шоссе, 108 км по железной дороге от Ужгорода.

## Население
По данным переписи 2001 года, украинцы составляли 97,42 % населения Иршавы, русские — 1,47 %.
По состоянию на 1 января 2013 года численность населения составляла 9221 человек.

### Языковой состав
Родной язык населения по данным переписи 2001 года:
| Язык       | Численность, чел. | Доля     |
| ---------- | ----------------- | -------- |
| Украинский | 9 315             | 97,93 %  |
| Русский    | 131               | 1,38 %   |
| Другое     | 66                | 0,69 %   |
| Итого      | 9 512             | 100,00 % |

Украинский язык является официальным и основным языком города.

## История
Первое письменное упоминание об Иршаве датировано 1341 годом. Иршавой и его окрестностями владели феодалы Илошваи, в 1460 году они получили на эти земли грамоту от венгерского короля. Венгерские источники связывают семейство Илошваев с киевскими князьями и называют их «русинскими князьями». От династии Илошваи и пошло название Илошва, которое постепенно перешло в Иршава. Ещё одна версия происхождения названия Иршава — от речки Иржава (в то время она была цвета ржи, отсюда и название). В период войны 1703—1711 гг. под предводительством Ференца II Ракоци окрестности селения были была одним из районов военных действий. В повстанческих отрядах сражалось около 100 жителей посёлка.
В 1882 году в селении насчитывалось 945 жителей, действовали водяная мельница и церковь.
После распада Австро-Венгрии в конце 1918 года селение осталось на территории Венгрии, здесь была провозглашена власть Венгерской Советской Республики, но 27 апреля 1919 года селение было оккупировано румынскими войсками, в августе 1919 года их сменили чехословацкие войска и селение было включено в состав Чехословакии. В 1921 году здесь возник окружной комитет компартии Чехословакии.
После Мюнхенского соглашения 1938 года обстановка в Чехословакии осложнилась, 14 марта 1939 года была провозглашена независимость Словакии, и в этот же день венгерские войска перешли в наступление в Закарпатье. 15 марта 1939 года венгерские войска заняли Иршаву и селение оказалось в составе Венгрии. С 8 августа до 26 октября 1944 года в окрестностях Иршавы действовал объединённый партизанский отряд Дюлы Урсты — Ивана Прищепы.
25 октября 1944 года селение заняли части РККА, здесь был избран сельский Народный комитет, и в 1945 году селение вошло в состав СССР.
10 октября 1946 года здесь началось издание районной газеты.
В 1952 году в посёлке действовали текстильная фабрика, лесопильный завод, маслозавод, средняя школа, семилетняя школа, школа рабочей молодёжи, Дом культуры, библиотека и кинотеатр.
В 1972 году в посёлке действовали комбинат гнутой мебели, мельничный комбинат, завод абразивных изделий, станкоремонтный завод, винодельческий завод и прядильно-ткацкая фабрика.
6 сентября 1982 года Иршава получила статус города районного подчинения.
В январе 1989 года численность населения составляла 9873 человек, основой экономики города в это время являлись абразивный завод, станкоремонтный завод, хлопкопрядильная фабрика и мебельная фабрика.
В мае 1995 года Кабинет министров Украины утвердил решение о приватизации находившихся в городе АТП-12143, электромеханического завода, абразивного завода, райсельхозтехники и райсельхозхимии, в июле 1995 года было утверждено решение о приватизации районной строительно-монтажной организации и СПМК № 23.
В июле 1999 года было возбуждено дело о банкротстве находившейся здесь продовольственной базы.
20 октября 2015 года была признана банкротом фабрика ООО «Фактор-тойс».

## Экономика
Основные промышленные предприятия: абразивный, станкоремонтный, винодельный и комбикормовый заводы, хлебопекарня, хлопкопрядильная и мебельная фабрики, завод бытовой химии и электромеханический завод.

## Транспорт
Железнодорожная станция Иршава Боржавской УЖД.

## Галерея

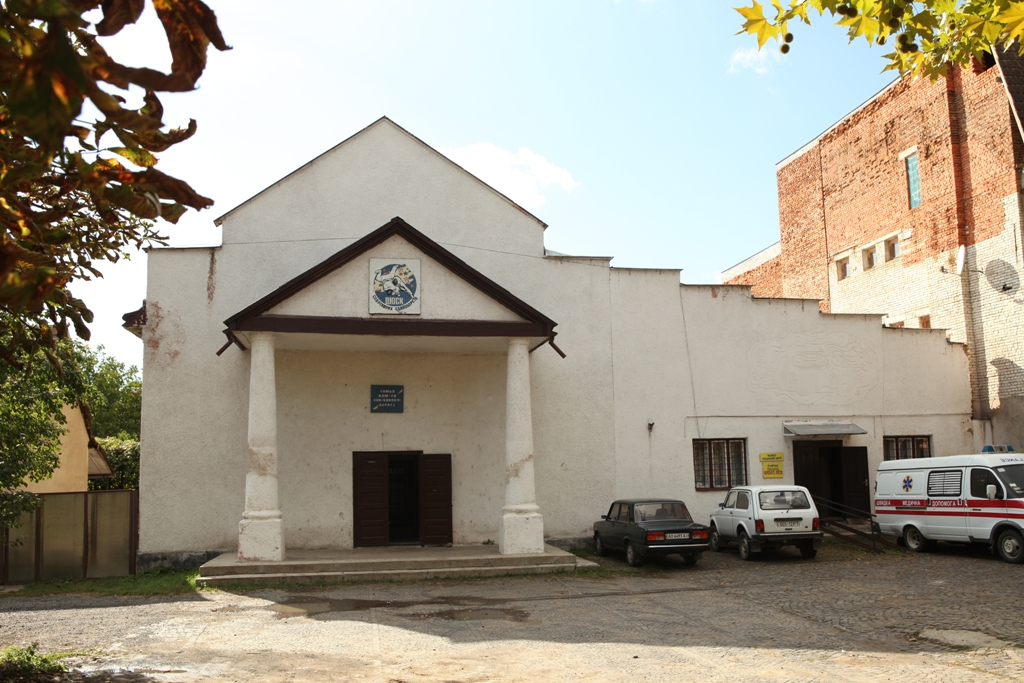
Бывшая главная синагога, потом старый Дом культуры.
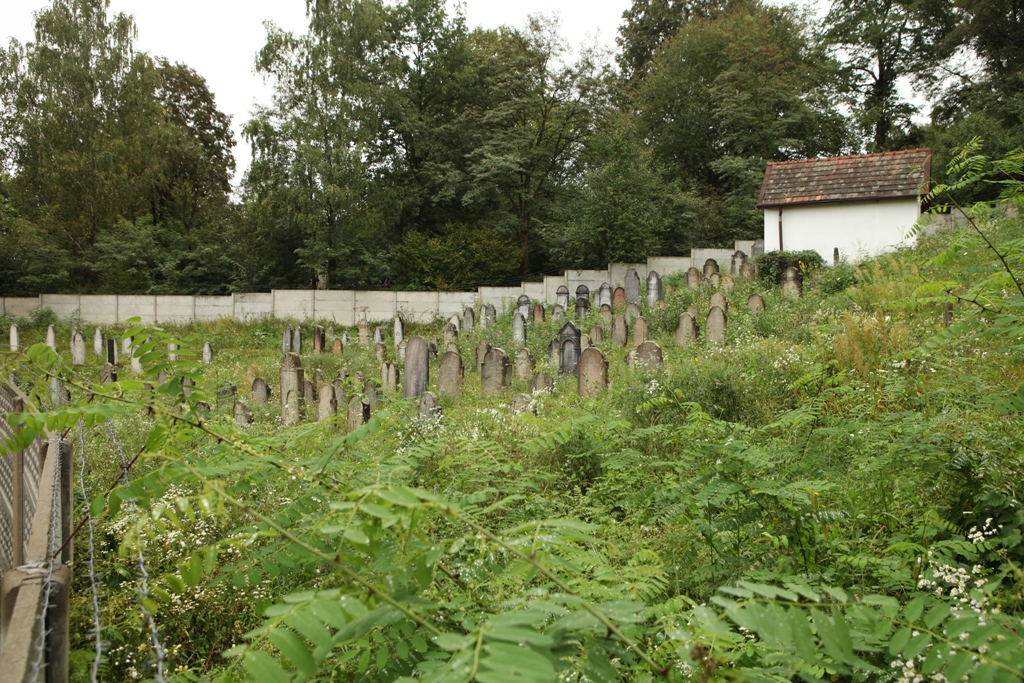
Старое еврейское кладбище в Иршаве.
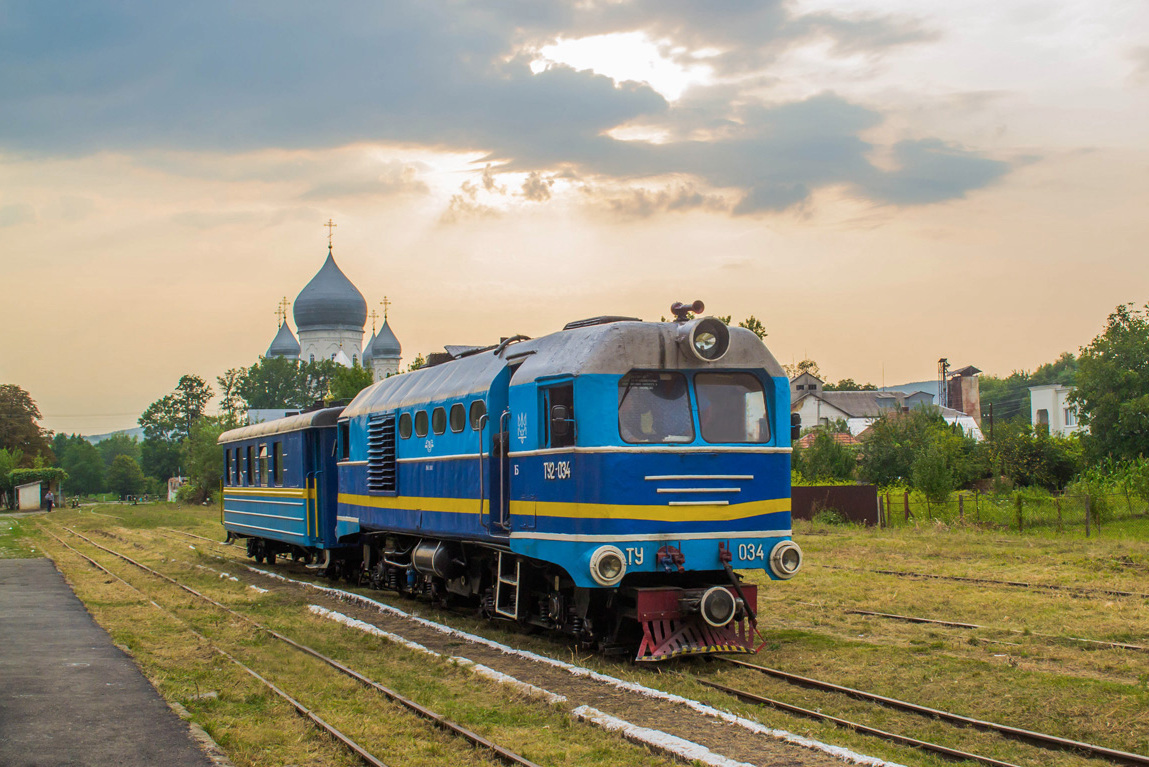
Боржавская узкоколейная железная дорога «А́нця Ку́шницкая»,  введена в эксплуатацию 23 декабря 1908.
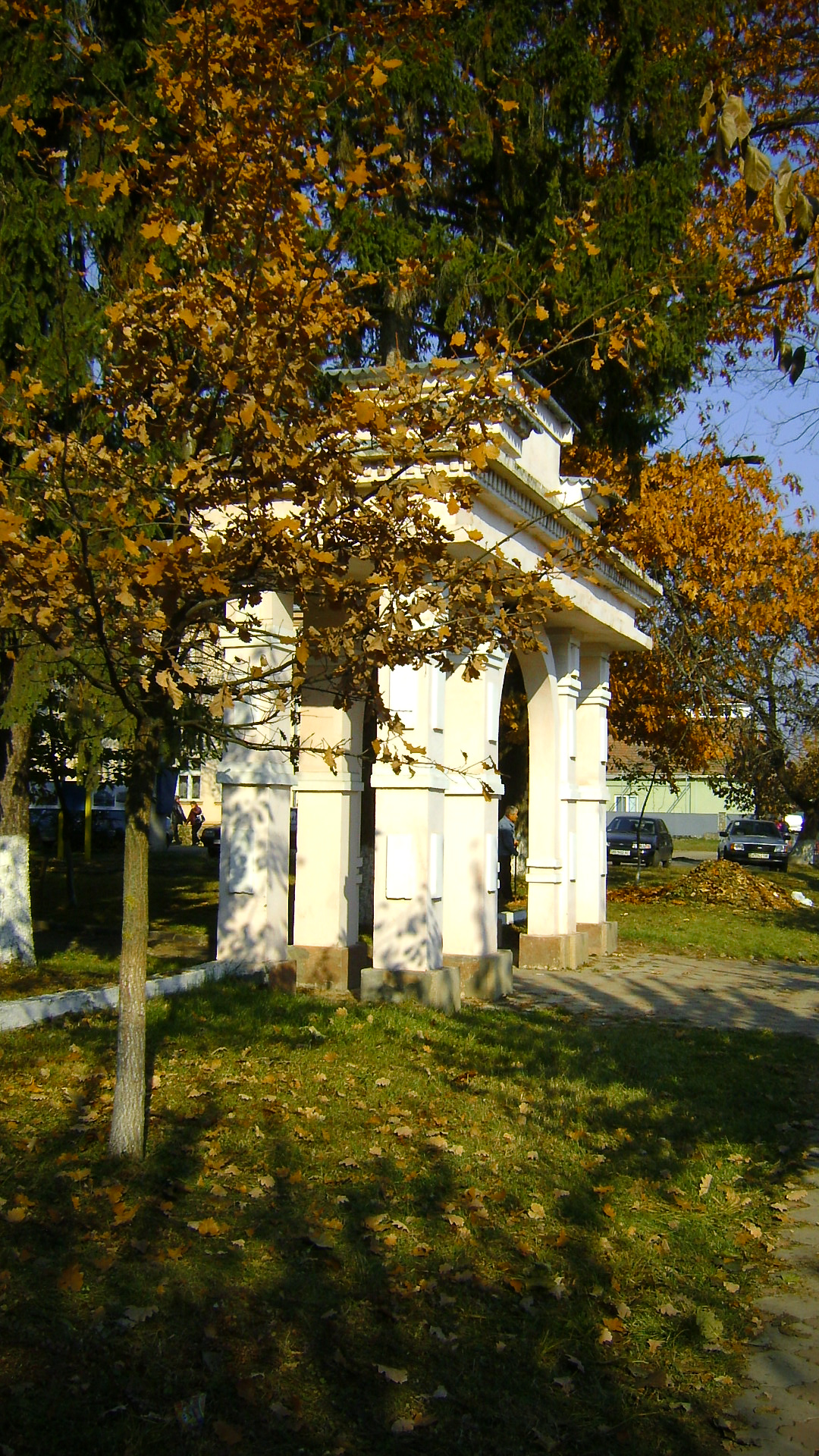
Триумфальная Арка. Построенная в честь 300-летия воссоединения Украины и России.